# Скоппіто
Скоппіто (італ. Scoppito) — муніципалітет в Італії, у регіоні Абруццо,  провінція Л'Аквіла.
Скоппіто розташоване на відстані близько 85 км на північний схід від Рима, 12 км на захід від Л'Акуїли.
Населення — 3692 особи (2014).
Щорічний фестиваль відбувається 25 липня. 

## Демографія
Населення за роками:

Станом на 1 січня 2023 року в муніципалітеті офіційно проживало 266 іноземців з 35 країн, серед них 109 громадян країн Євросоюзу та 2 громадяни України.

## Сусідні муніципалітети
- Антродоко
- Фьяміньяно
- Л'Аквіла
- Торнімпарте